# Umberto Tozzi
Umberto Tozzi (Turijn, 4 maart 1952) is een Italiaanse zanger en liedjesschrijver.

## Biografie
Op 16-jarige leeftijd speelde Tozzi in de band Off Sound. In 1974 schreef hij samen met Damiano Dattoli het winnende lied voor Canzonissima, een Italiaanse televisiewedstrijd die aan zijn laatste editie toe was. Wess & Dori Ghezzi voerden het lied Un corpo, un'anima uit.
In 1976 kwam zijn eerste album Donna amante mia uit. Een jaar later brak de single Ti amo alle records door zeven maanden op 1 te staan in de Italiaanse hitparade. Het nummer werd ook buiten Italië een grote hit, met top 10-noteringen in Duitsland, Vlaanderen en Noorwegen en nummer 1-noteringen in Zweden en Zwitserland. In 1978 werd het nummer Tu eveneens een internationaal succes, en in 1979 had Tozzi opnieuw een grote hit met Gloria. Drie jaar later werd het zelfs een wereldsucces, toen Laura Branigan het lied coverde in het Engels. Zelf nam Tozzi er ook een Spaanstalige versie van uit. Hierna werd het enkele jaren stil rond Tozzi.
In 1987 nam Tozzi samen met Enrico Ruggeri en Gianni Morandi deel aan het San Remo Festival, waar zij met het lied Si può dare di più, de overwinning behaalden. Een paar maanden later deed hij met zanger Raf mee aan het Eurovisiesongfestival in Brussel, waar zij Italië vertegenwoordigden met Gente di mare. Het lied werd derde, maar groeide in diverse Europese landen uit tot een grote hit en een songfestivalklassieker. In 1988 zongen Henk Spaan en Harry Vermeegen het in hun televisieprogramma Verona als Ach laat maar waaien.
Ook in de jaren 90 bleef Tozzi actief en had onder meer succes met het lied Gli altri siamo noi. Hij bracht verschillende albums uit. In 2000 en 2005 nam hij nogmaals deel aan het San Remo Festival, respectievelijk met de liedjes Un'altra vita en Le Parole. In 2013 trad hij op in het Theater aan Vrijthof in Maastricht.
Tozzi is een van de bekendste Italiaanse zangers in het buitenland en verkocht meer dan 32 miljoen platen.

## Discografie
- Donna amante mia (1976)
- È nell'aria ... ti amo (1977)
- Tu (1978)
- Gloria (1979) Alarmschijf
- Tozzi (1980)
- In concerto (1980 - livealbum)
- Notte rosa (1981)
- Eva (1982)
- Hurrah (1984)
- Minuti di un'eternità (1987 - verzamelalbum)
- Invisibile (1987)
- The Royal Albert Hall (1988 - livealbum)
- Gli altri siamo noi (1991)
- Le mie canzoni (1991 - verzamelalbum)
- Equivocando (1994)
- Il grido (1996)
- Aria e cielo (1997)
- Bagaglio a mano (1999 - verzamelalbum)
- Un'altra vita (2000)
- The best of (2002 - verzamelalbum)
- Le parole (2005)
- Tozzi Masini (2006 - met Marco Masini)
- Heterogene (2006)
- Superstar (2009)
- Non solo live (2009 - livealbum)
- Yesterday, today (2012)
- Ma che spettacolo (2015)
- Quarant'anni che ti amo (2017)

### NPO Radio 2 Top 2000
| Nummers met noteringen in de NPO Radio 2 Top 2000 | '99  | '00  | '01  |
| ------------------------------------------------- | ---- | ---- | ---- |
| Gloria                                            | 1605 | -    | -    |
| Ti amo                                            | -    | 1749 | 1826 |

1. ↑  Een '-' betekent dat het nummer niet was genoteerd en een vetgedrukt getal geeft de hoogste notering van een nummer aan.
2. ↑  Deze tabel is bijgewerkt tot en met de laatste editie (2024).